# 羊架河
羊架河，又称打羊河、磨安河，位于中国贵州省西南部，是红辣河左岸支流，发源于紫云苗族布依族自治县猴场镇岩克寨，西北流至那岩折向西南，进入望谟县，最后于望谟县打尖乡羊架村以西注入红辣河。河长75千米，河道平均比降8.05‰，流域面积685平方千米，总落差1051米。